# Phryneta pulchra
Phryneta pulchra es una especie de escarabajo longicornio de la subfamilia Lamiinae. Fue descrita científicamente por Tippmann en 1958.
Se distribuye por Camerún. Posee una longitud corporal de 14-26 milímetros. El período de vuelo de esta especie ocurre en los meses de mayo, junio, julio, agosto, septiembre, octubre, noviembre y diciembre.
Phryneta pulchra se alimenta de plantas y arbustos de la familia Urticaceae como la especie Boehmeria platyphylla del género Boehmeria.